# Joan Phipson
Joan Margaret Phipson AM (* 16. November 1912 in Warrawee, New South Wales in Australien; † 2. April 2003 in Australien) war eine australische Autorin von Kinderbüchern.

## Leben
Phipson war Einzelkind und verbrachte als Kleinkind viel Zeit bei Reisen mit ihren Eltern zwischen Australien, England und Indien. Sie wurde in der Frensham School erzogen, wo sie später als Bibliothekarin und Druckerin arbeitete und die Frensham Press aufbaute. Sie studierte Journalismus und arbeitete in London bei Reuters bis zum Zweiten Weltkrieg. Von 1941 bis zu ihrer Heirat 1944 diente sie als Fernmelderin bei der Women's Auxiliary Australian Air Force.
Nach ihrer Hochzeit mit Colin Fitzhardinge ließ sich das Paar westlich von Sydney in der ländlichen Gegend des Outback nieder. Hier  entstanden ihre ersten Kinderbücher, die unter anderem das Leben und die Gefahren in dieser Umgebung schildern. Das erste, Good Luck to the Rider erschien 1953 und erhielt im selben Jahr die Auszeichnung Australian Children's Book of the Year.
Phipson schrieb bis zum Tod ihres Mannes, mit dem sie zwei Kinder hatte, in den 1990er Jahren Kinderbücher. Ihre Bücher wurden ins Französische, Deutsche, Schwedische und Ungarische übersetzt.

## Preise und Auszeichnungen
- 1953 und 1963: Australian Children's Book of the Year für Good Luck to the Rider bzw. The Family Conspiracy.
- 1964: New York Herald Tribune Children's Spring Book Festival Award.
- 1983: Ehrendiplom des IBBY für The Watcher in the Garden.
- Hit and Run wurde von der Internationalen Jugendbibliothek in München in ihre Auswahlliste White Ravens Selection aufgenommen, ebenso in die beiden Listen der American Library Association Notable Books List for Children und Best Books List for Young Adults.
- 1987: Dromkeen Medal für die Förderung von Kinderliteratur in Australien.
- 1994: Member des Order of Australia.

## Werke
- 1953: Good Luck to the Rider
- 1954: Six and Silver
- 1957: It Happened one Summer
- 1962: The Boundary Riders
- 1962: The Family Conspiracy
  - deutsch von Lena Stepath: Verschwörung auf der Farm. Klopp, Berlin 1966
- 1965: Birkin, Constable Young Books, London.
  - 1972: deutsch von Lena Stepath: Wohin mit Odin? 5 Kinder und ein dickköpfiger Stier, mit 18 Bildern von Kurt Schmischke. Goldmann, München, ISBN 3-442-20052-0.
- 1966: The Crew of the Merlin
  - 1970: Zuletzt gesehen in Broken Bay, übersetzt von Gertrud Rukschcio. Engelbert-Verlag, Balve/Westfalen, ISBN 3-536-00298-6.
- 1969: Peter and Butch
  - 1973: deutsch von Gertrud Rukschio: Roter Fleck. Engelbert-Verlag, Balve, ISBN 3-536-00367-2.
- 1972: Bass and Billy Martin, illustriert von Ron Brooks. Macmillan of Australia, South Melbourne, Victoria, ISBN 0-333-11997-5.
- 1977: Fly into Danger, in Australien 1979: The Bird Smugglers
  - 1981: deutsch von Rüdiger Hipp: Die Vogelfänger. Margarets gefährliche Entdeckung. Ravensburger Taschenbücher, Ravensburg, ISBN 3-473-38702-9.
- 1982: The Watcher in the Garden
- 1985: Hit and Run
- 1987: Beryl the Rainmaker. Hamish Hamilton, London, ISBN 0-241-11238-9.